# البینگن
البینگن (به آلمانی: Elbingen) یک شهر در آلمان است که در وستروالدکرایس واقع شده‌است.